# 謝覧
謝 覧（謝覽、しゃ らん、生没年不詳）は、南朝斉から梁にかけての官僚。字は景滌。本貫は陳郡陽夏県。

## 経歴
謝瀹の子として生まれた。斉の銭唐公主を妻に迎え、駙馬都尉・秘書郎・太子舎人に任じられた。蕭衍が大司馬となると、謝覧は東閤祭酒として召し出され、相国戸曹に転じた。天監元年（502年）、梁が建国されると、謝覧は中書侍郎となり、吏部の事務を管掌した。ほどなく吏部郎となった。
謝覧は容姿やふるまいが美しく、喋りことばを得意としたため、武帝（蕭衍）に重んじられた。武帝の命を受けて侍中の王暕と詩の応答をしたことがあったが、その文章はたいへん巧みであった。母が死去すると、辞職して喪に服した。喪が明けると、中庶子に任じられ、再び吏部の事務を管掌した。まもなく吏部郎に任じられ、侍中に転じた。謝覧は音楽と酒を好み、宴席で散騎常侍の蕭琛と罵倒しあう事件を起こし、御史によって奏上された。武帝は謝覧を中権長史として出向させた。ほどなく東宮の記録を管掌するよう命じられ、明威将軍・新安郡太守に転じた。
天監9年（510年）夏、山賊の呉承伯が宣城郡を攻め落とすと、その仲間が新安郡に侵入し、叛吏の鮑叙らと合流し、黟や歙といった諸県を攻め落とし、兵を進めて謝覧を攻撃してきた。謝覧は郡丞の周興嗣を派遣して錦沙に塢を立てて防戦させたが、はばむことができず、新安郡を放棄して会稽に逃れた。中央の軍が山賊たちを鎮圧すると、謝覧は新安郡に帰ることができたが、司徒諮議参軍・仁威長史・行南徐州事に左遷された。五兵尚書となり、まもなく吏部尚書に転じた。
天監12年（513年）春、呉興郡太守として出向した。中書舎人の黄睦之の家が烏程にあり、その子弟たちが専横をふるって、以前の太守たちはみな節を曲げて黄氏に屈していた。謝覧が呉興郡に赴くと、黄氏の子弟たちが迎えにやって来たが、謝覧はその船を追い返した。黄氏に通じている官吏たちを杖罰に処すと、黄氏もあえて呉興郡に干渉しようとはしなくなった。謝覧は在官のまま死去した。享年は37。中書令の位を追贈された。
子に謝罕があったが、早逝した。

## 伝記資料
- 『梁書』巻15 列伝第9
- 『南史』巻20 列伝第10